# Alberto Fernández Blanco
Alberto Fernández Blanco (Cuena, Cantabria, 15 de enero de 1955 - Pardilla, Burgos, 14 de diciembre de 1984), apodado El Galleta, fue un ciclista español, profesional entre los años 1978 y 1984, durante los cuales logró 30 victorias.
Especialista en las etapas de montaña, está considerado un icono del ciclismo en España de los años 1980, donde logró destacadas victorias en el Giro de Italia y la Vuelta a España, que se quedó a seis segundos de ganar en su edición de 1984. Ese mismo año falleció en un accidente de tráfico en el momento cumbre de su carrera deportiva.

## Biografía
A pesar de nacer en la localidad de Cuena (Cantabria), su familia se afincó desde su infancia en la cercana villa de Aguilar de Campoo (Palencia), donde se formó como ciclista. Durante su periodo amateur, Alberto Fernández fue campeón de España de montaña.
Como profesional, logró varios triunfos en carreras cortas por etapas, como la Vuelta al País Vasco y la Volta a Cataluña. Consiguió victorias de etapa en la Vuelta a España y el Giro de Italia.
En el Tour de Francia de 1982 se clasificó 10.º, siendo su mejor posición. En el Giro de Italia de 1983, fue 3.º, el primer año que lo corría. En la Vuelta a España de 1983 también fue 3.º y 2.º en la Vuelta a España de 1984.
Falleció el 14 de diciembre de 1984 en accidente de circulación, en el que también perdió la vida su esposa Inmaculada Sáinz Cossio, en el término de Pardilla, cerca de Aranda de Duero (Burgos). Fue enterrado al día siguiente en el cementerio de Aguilar de Campoo con la asistencia de la mayoría de sus compañeros de equipo. Estaba considerado como uno de los cuatro grandes del ciclismo español de los años 1980, junto a Pedro Delgado, Ángel Arroyo y Marino Lejarreta.
El apodo de El Galleta se debía al hecho de haberse criado en Aguilar de Campoo, localidad con diversas factorías galleteras. Posteriormente estableció su residencia en Santander (Cantabria). Su hijo, Alberto Fernández Sainz ha seguido sus pasos y ha sido corredor del equipo Xacobeo Galicia.
En 1985 como homenaje póstumo, la organización de la Vuelta a España decidió bautizar a la cima de la carrera como Cima Alberto Fernández en su honor.

## Palmarés
| 1975 - Subida a Gorla 1979 - Vuelta a Asturias 1980 - Vuelta al País Vasco, más 1 etapa - Vuelta a los Valles Mineros, más 1 etapa - 1 etapa de la Vuelta a Cantabria 1981 - Vuelta a Valencia, más 1 etapa - 1 etapa de la Semana Catalana - Vuelta a los Valles Mineros, más 1 etapa - Vuelta a Castilla 1982 - Volta a Cataluña , más 1 etapa - 1 etapa de la Vuelta al País Vasco - 2 etapas de la Vuelta a Burgos - 1 etapa del Tour del Mediterráneo | 1983 - Semana Catalana, más 1 etapa - 3.º en el Giro de Italia, más 2 etapas - 3.º en la Vuelta a España, más 1 etapa - Subida a Arrate 1984 - 2 etapas de la Vuelta a Asturias - 2.º en la Vuelta a España - Trofeo Masferrer |

## Resultados en Grandes Vueltas y Campeonato del Mundo
| Carrera         | Carrera         | 1978 | 1979 | 1980 | 1981 | 1982 | 1983 | 1984 |
| --------------- | --------------- | ---- | ---- | ---- | ---- | ---- | ---- | ---- |
|                 | Giro de Italia  | —    | —    | —    | —    | —    | 3.º  | 19.º |
|                 | Tour de Francia | —    | —    | 25.º | 21.º | 10.º | —    | —    |
|                 | Vuelta a España | 19.º | 14.º | —    | —    | 15.º | 3.º  | 2.º  |
| Mundial en Ruta | Mundial en Ruta | —    | —    | Ab.  | Ab.  | 28.º | 40.º | 29.º |

—: No participa

Ab.: Abandono

## Equipos
- Novostil-Helios (1978)
- Moliner-Vereco (1979)
- Teka (1980-1982)
- Zor (1983-1984)